# Romagne-sous-les-Côtes
Romagne-sous-les-Côtes é uma comuna francesa na região administrativa de Grande Leste, no departamento de Meuse. Estende-se por uma área de 14,19 km². Em 2010 a comuna tinha 125 habitantes (densidade: 8,8 hab./km²).